# Первый городской театр (Екатеринбург)
Городской театр — первый театр в Екатеринбурге. Существовал с 1843 до 1912  года. В настоящее время в здании первого Городского театра расположен кинотеатр «Колизей».

## История театра
Изначально Городской театр существовал в деревянном здании. Здесь с 1843 года играла труппа казанского антрепренёра П. А. Соколова. Датой основания театра и начала театральной истории Екатеринбурга считается 5 (17) ноября 1843 года, когда состоялась премьера первых постановок Соколова: оперы «Женщина-лунатик» и водевиля «Ножка». Пьесы были сыграны в помещении цейхгауза при Александровском горном госпитале (сейчас там находится Музей изобразительных искусств).
Каменное здание театра на перекрёстке Главного проспекта (сейчас проспект Ленина) и Вознесенского проспекта (сейчас улица Карла Либкнехта) было возведено в 1847 году по проекту архитектора К. Г. Турского по инициативе горного начальника генерала В. А. Глинки. Средства на строительство театра предоставило екатеринбургское купечество:  Я. М. Рязанов,  городской голова  Аникий Рязанов, с помощью  Г. Ф. Казанцева и М. И. Коробкова. Было выдвинуто условие, что помещение при необходимости передадут под торговое заведение.
Зрительный зал театра был рассчитан на 625 человек.
Городской театр в новом здании открылся в 1847 году комедией «Приёмыш» и водевилем «Дезертир». На его сцене играли В. Н. Давыдов, Н. А. Самойлов-Мичурин, Е. А. Лепковский.
7 (19) ноября 1896 года в Городском театре состоялся один из первых сеансов кинематографа в Екатеринбурге. Проекционный аппарат установили на сцене, экран повесили на месте театрального занавеса. Особого впечатления кино на зрителей не произвело, однако через год в Екатеринбург прибыли агенты кинематографа братьев Люмьер, дали 9 сеансов и покорили публику. Так что, когда в Екатеринбурге в 1912 году появилось новое здание театра (ныне театр оперы и балета), первый городской театр арендовал мещанин И. Н. Волков для сеанса кинематографа.
В 1914 году Городской театр был переименован в «Колизей» и до нынешнего времени используется в качестве кинотеатра.

## Здание
Здание построено в стиле классицизма. На проспект Ленина выходит южный (главный) фасад с ионическим портиком высотой в два этажа. Восьмиколонный портик состоит из полуколонн, между которыми находятся выходы из театра. На улицу Карла Либкнехта выходит восточный (боковой) фасад, также с ионическим портиком с выступающими четырьмя колоннами.
На уровне второго этажа, над дверями, расположены высокие полуциркульные окна, такие же окна, только более широкие, — по углам здания.
Декоративное убранство фасадов также соответствует стилю классицизма: это растительные орнаменты, венки.
В 1885 году Городской театр первым в городе получил электрическое освещение от машины, установленной во дворе. Газета «Екатеринбургская неделя» писала об этом:

«Да, можно сказать, опера идет прекрасно. Конечно, обстановка несколько хромает, но зато электрический свет, обильно разливающийся по театру, вознаграждает публику, потухая внезапно в патетических местах для придания эффекта некоторым сценам, заставляя нервных дам вскрикивать и вскакивать». 

## Труппа театра
Режиссёр театра — П. А. Соколов.
Большинство актёров были взяты на оброк из крепостных. Многие из них до этого обучались в театральной школе в имении Тургеневых Спасском-Лутовинове, в их числе была и знаменитая на Урале артистка Евдокия Иванова. Соколов содержал труппу до 1857 года.
Позднее в Екатеринбурге собирались средства на выкуп актрис  крепостного театра из крепостной зависимости.

## Репертуар
Большую часть репертуара по традиции того времени составляли мелодрамы, водевили и комедии часто весьма невысокого качества. В то же время на сцене Городского театра были поставлены и серьёзные пьесы.
- 1843:
  - опера Верстовского «Аскольдова могила»;
  - опера Беллини «Женщина-лунатик» («Невеста-лунатик», «Сомнабула»);
  - комедия Гоголя «Ревизор»;
  - водевиль «Ножка».
- 1847:
  - спектакль-водевиль «Кетли, или Возвращение в Швейцарию»;
  - комедия «Приёмыш»;
  - водевиль «Дезертир».
- 1850 — драматическое представление в пяти действиях в стихах и прозе «Уголино» Н. Полевого (по «Аду» Данте).
- 1887 — «Золотопромышленники» Д. Н. Мамина-Сибиряка.